# Rockefeller Street
Rockefeller Street – singel estońskiej piosenkarki Getter Jaani, wydany w 2011 na jej debiutanckiej płycie studyjnej o tym samym tytule. Piosenkę napisał i wyprodukował Sven Lõhmus.
Utwór reprezentował Estonię w 56. Konkursie Piosenki Eurowizji (2011).

## Historia utworu

### Nagrywanie
Muzykę oraz słowa do piosenki stworzył Sven Lõhmus, który został także jej producentem. Sekcję gitarową w utworze nagrał Lauri Laagus.

### Wydanie
Singiel został wydany w formie cyfrowej 24 stycznia 2011 nakładem wytwórni Moonwalk. W 2011 został zgłoszony do konkursu Eesti Laul, będącego estońskimi selekcjami do 56. Konkursu Piosenki Eurowizji. Promował debiutancki album studyjny Getter Janni o tym samym tytule z maja 2011.

### Występy na żywo:Eesti Lauli Konkurs Piosenki Eurowizji
W grudniu 2010 piosenka znalazła się na liście dwudziestu propozycji zakwalifikowanych przez telewizję ERR do Eesti laul 2011, estońskich eliminacji do 56. Konkursu Piosenki Eurowizji. Została zaprezentowana przez Janni jako dziewiąta w kolejności w pierwszym półfinale eliminacji (12 lutego w Nokia Kontserdimaja) i przeszła do finału z wynikiem 19 punktów. 26 lutego została przedstawiona w finale selekcji i wygrała konkurs, zdobywając 62% poparcie telewidzów (28 101 głosów), zostając utworem reprezentującym Estonię w 56. Konkursie Piosenki Eurowizji.
Przez rozstrzygnięciem konkursu piosenka była jednym z faworytów do wygranej. 14 maja została zaprezentowała przez Janni jako 15. w kolejności w drugim półfinale konkursu i awansowała z dziewiątego miejsca (60 punktów) do finału, rozgrywanego 14 maja. Została w nim zaprezentowana jako ósma w kolejności i zajęła 24. miejsce z 44 punktami.

## Lista utworów
CD single
1. „Rockefeller Street” – 3:13
2. „Rockefeller Street” (Remix) – 3:58